# Piper uhdei
Piper uhdei är en pepparväxtart som beskrevs av C. Dc.. Piper uhdei ingår i släktet Piper och familjen pepparväxter. Inga underarter finns listade i Catalogue of Life.